# Chajarí
Chajarí is een plaats in het Argentijnse bestuurlijke gebied  Federación in de provincie  Entre Ríos. De plaats telt 30.655 inwoners.

## Geboren
- Daniel Toribio Aquino (9 juni 1965), voetballer
- Facundo Roncaglia (10 februari 1987), voetballer

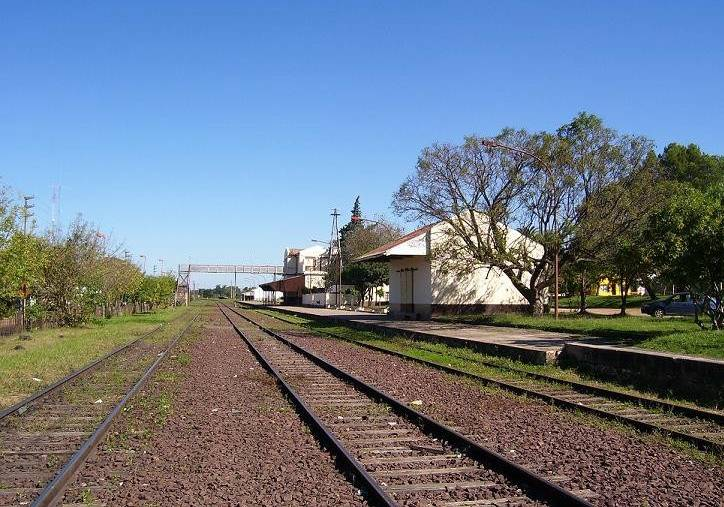
Station van Chajarí
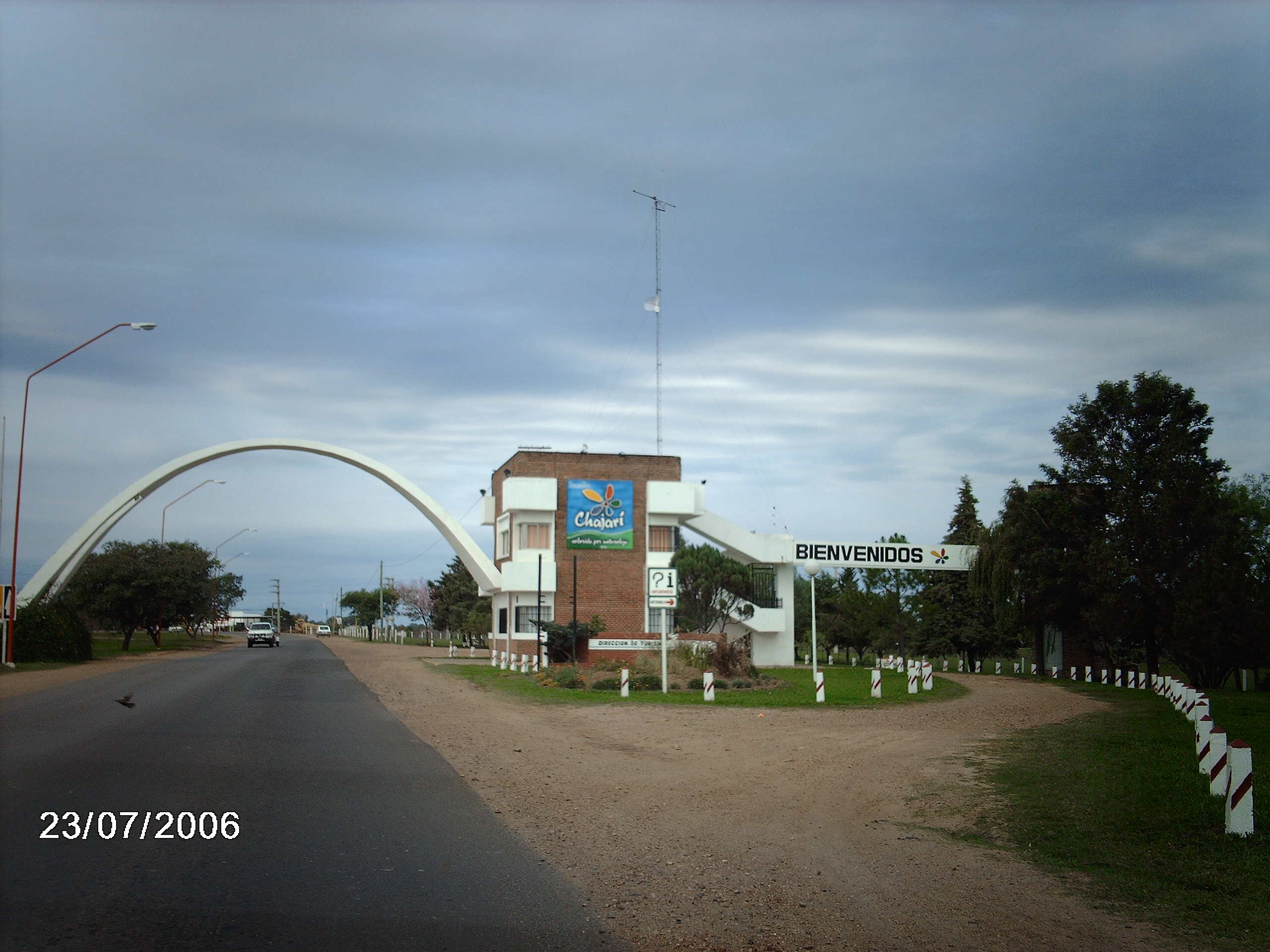
Welkom in Chajarí